# Germaine Cluytmans
Germaine Cluytmans (Antwerpen, 12 augustus 1912 - aldaar, 14 juni 1968) was grafica en kunstschilderes. Ze maakte onder meer houtgravures en ontwierp ex libris. Ze was gehuwd met Rik Keuterickx, eveneens graficus.

## Werk
Haar werk is onder meer bewaard in de collectie van het Museum Plantin-Moretus in Antwerpen. Daar bevinden zich christelijke voorstellingen en figuurvoorstellingen.
Germaine Cluytmans gebruikte soms ook de naam Keuterickx-Cluytmans en het monogram CG (door elkaar).

## Tentoonstellingen
- 1946: 47ste Salon van de kring 'Kunst en Kennis' te Gent[3]

- RKD-Nederlands Instituut voor Kunstgeschiedenis: 44190
- Virtual International Authority File: 286860113